# جزیره کوتلنی
جزیره کوتلنی (به لاتین: Kotelny Island) یک جزیره در روسیه است که در دریای سیبری شرقی واقع شده‌است.

## خصوصیات
جزیره کوتلنی ۱ نفر جمعیت دارد و ۳۶۱ متر بالاتر از سطح دریا واقع شده‌است.